# Bletia amabilis
Bletia amabilis är en orkidéart som beskrevs av Charles Schweinfurth. Bletia amabilis ingår i släktet Bletia och familjen orkidéer. Inga underarter finns listade i Catalogue of Life.